# Музей на науката (Лондон)
Музеят на науката (на английски: Science Museum) е разположен в централната част на Лондон в южен Кенсингтън, в близост до Музея по естествена история и музея „Виктория и Албърт“. Основан е през 1857 г. след Голямото изложение и е сред туристическите забележителности на Лондон.
През 2013 г. е 19-ият най-посещаван музей в света с около 3,3 млн. посетители. 

## Колекции
Музеят притежава колекция от над 300 000 експоната, сред които едни от най-ранните парни машини, локомотивът на Джордж Стивънсън „Ракета“, първият реактивен двигател, двойноспиралният модел на структурата на ДНК, направен от Франсис Крик и Джеймс Уотсън, работещ екземпляр от Диференциалната машина на Чарлз Бабидж (както и съхраненият му мозък), документацията на първата пишеща машина.
Експозицията съдържа и стотици интерактивни модели, както и киносалон с 3D IMAX технология, където се прожектират документални филми, а в крилото „Хенри Уелкъм“ фокусът е върху цифровите технологии.
Входът в музея е безплатен от 2001 г.